# Пассажир 57
«Пассажир 57» (англ. Passenger 57) — боевик режиссёра Кевина Хукса.

## Сюжет
Британский международный террорист и наркобарон Чарльз Рейн, чью карьеру СМИ окрестили «Эпохой террора Рейна», был арестован ФБР и местными властями в Майами как раз перед тем, как должен был лечь на пластическую операцию, чтобы скрыться от правосудия. ФБР планирует доставить его в Лос-Анджелес для суда.
Ветеран правоохранительных органов Джон Каттер, овдовевший много лет назад, сделал выдающуюся карьеру: он был уважаемым полицейским, награждённым военным и надёжным агентом Секретной службы, известным своей непримиримостью к серьёзным преступлениям. Его постоянно преследуют воспоминания о гибели жены во время ограбления магазина, и теперь он ведёт курсы самообороны для бортпроводников. После одного из занятий к нему обращается старый друг Слай Дельвеккио, предлагая должность вице-президента нового антитеррористического подразделения авиакомпании Atlantic International Airlines. Каттер колеблется, но Дельвеккио и президент компании Стюарт Рамзи в итоге убеждают его согласиться.
Каттер становится 57-м пассажиром рейса Atlantic International в Лос-Анджелес (на борту Lockheed L-1011 TriStar), где одна из его учениц, Марти Слейтон, работает стюардессой. На том же рейсе под конвоем ФБР летит Рейн. После взлёта несколько его сообщников, выдав себя за пассажиров и членов экипажа, убивают агентов, освобождают Рейна и захватывают самолёт, убив пилота. Каттер, находившийся в туалете, успевает по внутренней связи предупредить Дельвеккио о ситуации, но его быстро обнаруживает один из бандитов.
Каттер обезвреживает нападавшего, забирает оружие и использует его в качестве живого щита, чтобы добраться до Рейна. Однако тот демонстрирует хладнокровную жестокость, хладнокровно убивая и заложника, и своего же подчинённого. Понимая, что в открытом противостоянии не победить, Каттер с Марти скрываются в грузовом отсеке. Там он нейтрализует ещё одного человека Рейна — Винсента, притворявшегося работником кейтеринга. Каттер повреждает электронику, чтобы слить топливо, вынуждая Рейна приказать пилотам совершить посадку на маленьком аэродроме в Луизиане. При посадке Марти схватывает Форжет, а самого Каттера выкидывают из самолёта. Его задерживает местный шериф Леонард Биггс, принявший его за террориста, и доставляет в здание аэропорта.
Рейн связывается с диспетчерской вышкой и требует заправки, обещая взамен освободить половину пассажиров. За каждые три минуты промедления он угрожает казнить пять человек. Он также ложно заявляет, что Каттер — его сообщник, который его предал. Биггс даёт добро на заправку, и, пока заложников выпускают, Рейн с несколькими подручными сбегает. Каттер понимает, что это отвлекающий манёвр, вырывается у шерифа и преследует Рейна до местной ярмарки, где убивает одного из его людей. В завязавшейся схватке прибывает полиция и задерживает Рейна, а агенты ФБР подтверждают Биггсу личность Каттера. Рейн угрожает: если его не вернут на борт и не разрешат взлёт, его люди убьют оставшихся заложников.
ФБР решает вернуть Рейна на самолёт под охраной двух агентов, планируя, что снайпер устранит его, а группа штурма освободит пассажиров. Однако снайпером оказывается Винсент — он убивает сопровождающих, но Каттер стреляет в него, и Рейн благополучно возвращается на борт. Он приказывает пилотам взлетать, но Каттер с помощью Биггса запрыгивает на взлетающий самолёт через переднюю стойку шасси.
Внутри он расправляется с оставшимися бандитами, а затем вступает в схватку с Рейном. Одна из пуль разбивает иллюминатор, вызывая разгерметизацию, затем отрывает дверь. Каттер заманивает Рейна к проёму и сбрасывает его вниз — террорист разбивается насмерть. Самолёт возвращается на аэродром, где ФБР задерживает последнюю сообщницу Рейна, Сабрину Ричи, и освобождает заложников. Под всеобщие поздравления Марти и Каттер убегают прочь, держась за руки, но перед этим шериф Биггс предлагает их подвезти.

## В ролях
| Актёр          | Роль                                                 |
| -------------- | ---------------------------------------------------- |
| Уэсли Снайпс   | Джон Каттер                                          |
| Брюс Пэйн      | террорист Чарльз Рейн                                |
| Том Сайзмор    | Слай Дельвеккио друг Каттера                         |
| Алекс Детчер   | стюардесса Марти Слейтер                             |
| Эрни Лайвли    | начальник службы безопасности аэропорта Леонард Бигс |
| Роберт Хукс    | агент ФБР Хенриксон                                  |
| Елена Айала    | Лиза                                                 |
| Элизабет Херли | Сабрина Ритчи                                        |

## Отзывы
Фильм получил смешанные отзывы. Снайпс и Пэйн удостоились высоких похвал за свою актерскую игру, однако сценарий картины подвергся жёсткой критике. На сайте-агрегаторе Rotten Tomatoes картина имеет рейтинг 24 % на основании 25 рецензий.